# Karstrivier
Een karstrivier is een deel van een rivier dat onder de grond ligt. De plekken waar de rivier in de grond gaat noemt men een verdwijngat.

## Voorbeelden
De Lesse bij Han-sur-Lesse is een voorbeeld van zo'n rivier. Door de eeuwen heen heeft het water van de Lesse tegen de kalksteen gestroomd en in de loop van de tijd is daar een gat in gekomen. Nog later is het langs de andere kant weer tevoorschijn gekomen. Dit noemen we de Karstbron of vauclusebron. 
Een ander voorbeeld is de bron van Eprave (Dinant), Fontaine-de-Vaucluse (Provence) en ook de Buna rivier bij Blagaj in Bosnië en Herzegovina.